# Жовте (селище)
Жо́вте — селище в Україні, в Апостолівській міській територіальній громаді Криворізького району Дніпропетровської області.
Населення — 1043 мешканці.

## Географія
Селище Жовте розташоване на березі річки Жовтенька, яка через 5 км впадає в річку Кам'янка. На півдні межує з селом Кам'янка, на півночі з селом Червона Колона, та на заході з селом Михайлівка.
Поруч проходять автомобільна дорога Т 0419 і залізниця, станція Жовтокам'янка за 1,5 км. До селища веде окрема залізнична гілка. Поруч із селищем вапняковий Жовтокам'янський кар'єр Криворізького цементно-гірничого комбінату.

## Історія
На території цементного заводу розкопками було знайдено поселення людей, що датується 2000 роками до н. е.
Село заснували 4 брати Грипаси 1887 року після скасування кріпосництва. 1927 року село Грипасівський хутір перейменоване за річкою на Жовте. У 1951-57 роках тривало будівництва заводу для видобування сировини для металургійної промисловості.

## Населення
Згідно з переписом УРСР 1989 року чисельність наявного населення селища становила 958 осіб, з яких 444 чоловіки та 514 жінок.
За переписом населення України 2001 року в селищі мешкало 1036 осіб.

### Мова
Розподіл населення за рідною мовою за даними перепису 2001 року:
| Мова       | Відсоток |
| ---------- | -------- |
| українська | 94,92 %  |
| російська  | 4,51 %   |
| білоруська | 0,38 %   |
| молдовська | 0,10 %   |

## Об'єкти соціальної сфери
- Школа.

## Економіка
- У селі є цементний завод до якого йде залізниця.

## Релігія
В селі знаходиться Храм Святого великомученика Димитрія Солунського ПЦУ (вул. Цементників).